# Lancelot (prénom)
Pour les articles homonymes, voir Lancelot (homonymie).
Lancelot est un prénom issu du vieux français lancel, « serviteur ».
Peu utilisé au Moyen Âge et à l'époque classique, l'historicisme des romantiques du XIXe siècle l'ont remis à la mode.
Il est fêté le 10 novembre en référence au religieux italien du XVIe siècle Lancelot Avellin.